# Sérvio Cornélio Dolabela Petroniano
Sérvio Cornélio Dolabela Petroniano (em latim: Servius Cornelius Dolabella Petronianus) foi um senador romano da gente Cornélia eleito cônsul em 86 com o imperador Domiciano. Era filho de Públio Cornélio Dolabela, cônsul em 55.

## Carreira
Era filho de Petrônia, ex-esposa de Aulo Vitélio, o futuro imperador, e Cneu Cornélio Dolabela, irmão de Públio Cornélio Dolabela, cônsul em 55, filho adotivo e sucessor de Galba e que foi executado por ordem Vitélio assim que chegou ao trono em 69. Alguns estudiosos afirmam que ele era o pai de Sérvio Cornélio Dolabela Metiliano Pompeu Marcelo, cônsul sufecto em 113, uma vez que o pai dele era "Sérvio". Esta mesma filiação também indica que seu avô e bisavô se chamavam Públio. Em 86, o mesmo ano de seu consulado, foi admitido entre os irmãos arvais.